# Guatire
Guatire – miasto w Wenezueli, ok. 25km na wschód od stolicy Caracas, sąsiadujące z miastem Guarenas, w stanie Miranda. Stolica gminy (municipio) Zamora. ok. 200 tys. mieszkańców (2001)
W ostatnich latach Guatire się błyskawicznie rozwijało ze względu na nadmierną koncentrację mieszkańców Caracas.